# Erich Bederke
Erich Bederke (Zielona Góra, então Grünberg, Silésia, 3 de junho de 1895 – Göttingen, 19 de abril de 1978) foi um geólogo alemão.

## Prêmios e condecorações
- 1948: Medalha Hans Stille
- 1963: Medalha Gustav Steinmann

## Obras
- Das Devon in Schlesien und das Alter des Sudetenfaltung, Fortschritte der Geologie und Paläontologie, Band 2, 1924, S.1-50.
- Zum Gebirgsbau der mittleren Sudeten, Geol. Rundschau, Band 18, 1927, p. 225-229.
- Die Grenze von Ost- und Westsudeten und ihre Bedeutung für die Einordnung der Sudeten in den Gebirgsbau Mitteleuropas, Geolog. Rundschau, Band 20, 1929, p. 186.
- Die tektonische und magmatische Stellung der schlesischen Syenite, Zeitschrift für Kristallographie und Mineralogie, 1928, p. 500.
- Die varistische Tektonik der mittleren Sudeten. Stratigraphisch- und petrographisch-tektonische Untersuchungen in der Eulengebirgsgruppe,  Fortschritte der Geologie und Paläontologie, Band 23, 1929, p. 1-150.
- Oberschlesien und das variscische Gebirge, Geolog. Rundschau, Band 21, 1930, p. 234.
- Sudetenrand und Eulengneisproblem, Veröffentlichungen der Schlesischen Gesellschaft für Erdkunde, Band 21, 1934, p. 351-366.
- mit K. Fricke: Das Niederschlesische Gebiet (Innersudetisches Steinkohlenbecken), Essen, Deutscher Steinkohlenbergbau, Volume 1, 1942, p. 227-242.
- Alter und Metamorphose des kristallinen Grundgebirges im Spessart, Abhandlungen des Hessischen Landesamts für Bodenforschung, Band 18, 1957, p. 7-19.
- Der Plutonismus der Faltengebirge, Nachr. Akad. Wiss. Göttingen, Math.Naturwiss. Klasse, 1952, p. 7.
- mit Hans-Georg Wunderlich Atlas zur Geologie, Meyers Großer Physischer Weltatlas Band 2, Mannheim, Bibliographisches Institut 1968.